# Pizza de sushi
Uma pizza de sushi é um prato canadense originário de Toronto e uma fusão de sushi e pizza frequentemente servida na Região Metropolitana de Toronto, conceituada por Kaoru Ohsada até maio de 1993 como chef do Nami Japanese Seafood Restaurant. Ele usa um hambúrguer de arroz frito levemente crocante, mas mastigável, como base e é coberto com uma camada de fatias de abacate, uma camada de fatias de salmão, atum ou carne de caranguejo, um fio de maionese misturada e pó de wasabi e é servido em fatias. Nori, gengibre em conserva e ovas às vezes também são servidos como coberturas ou acompanhamentos.
Devido à popularidade e ampla disponibilidade do prato em Toronto, ele rapidamente se tornou um dos pratos típicos da cidade, junto com o sanduíche de bacon com amendoim.

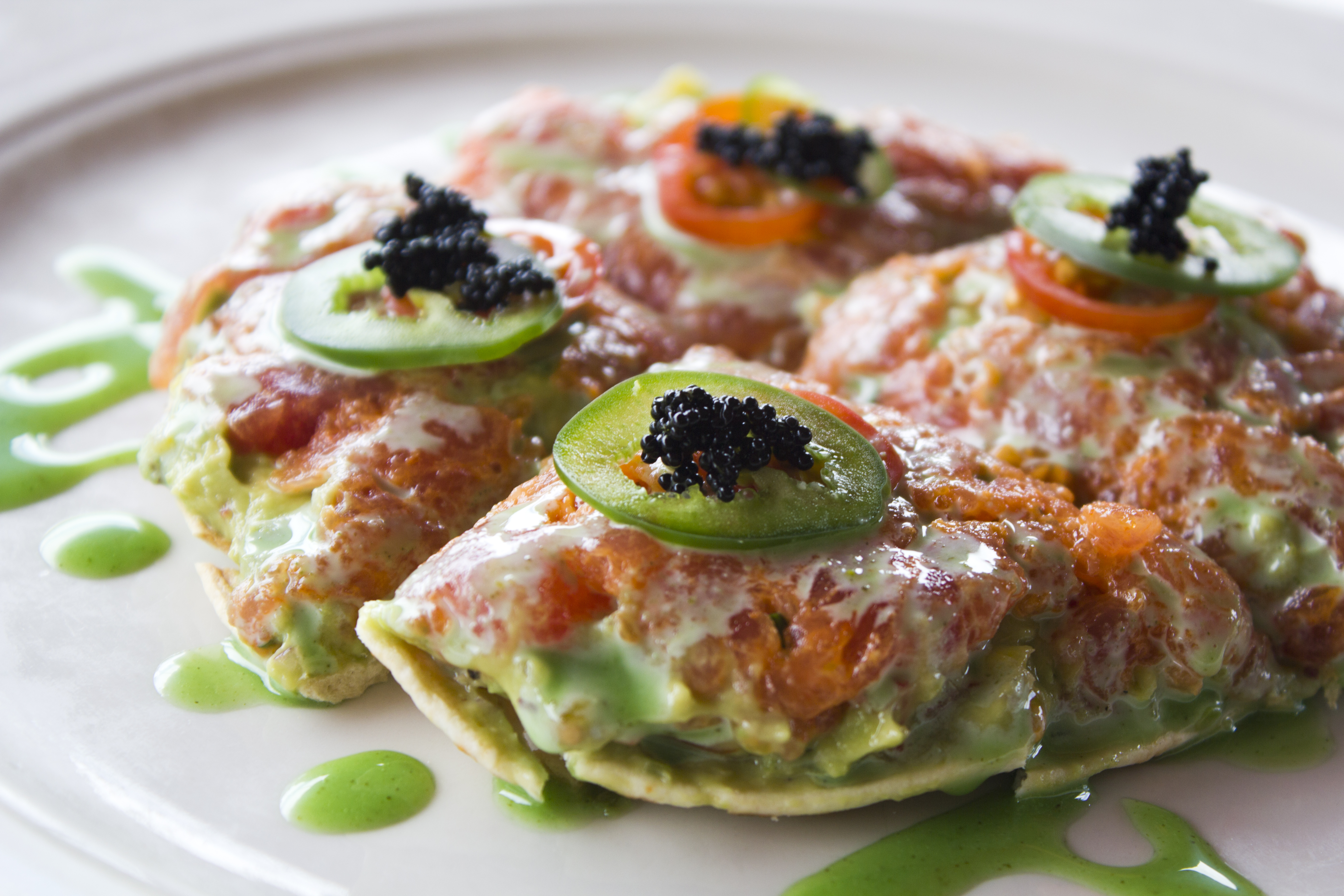
Pizza de sushi
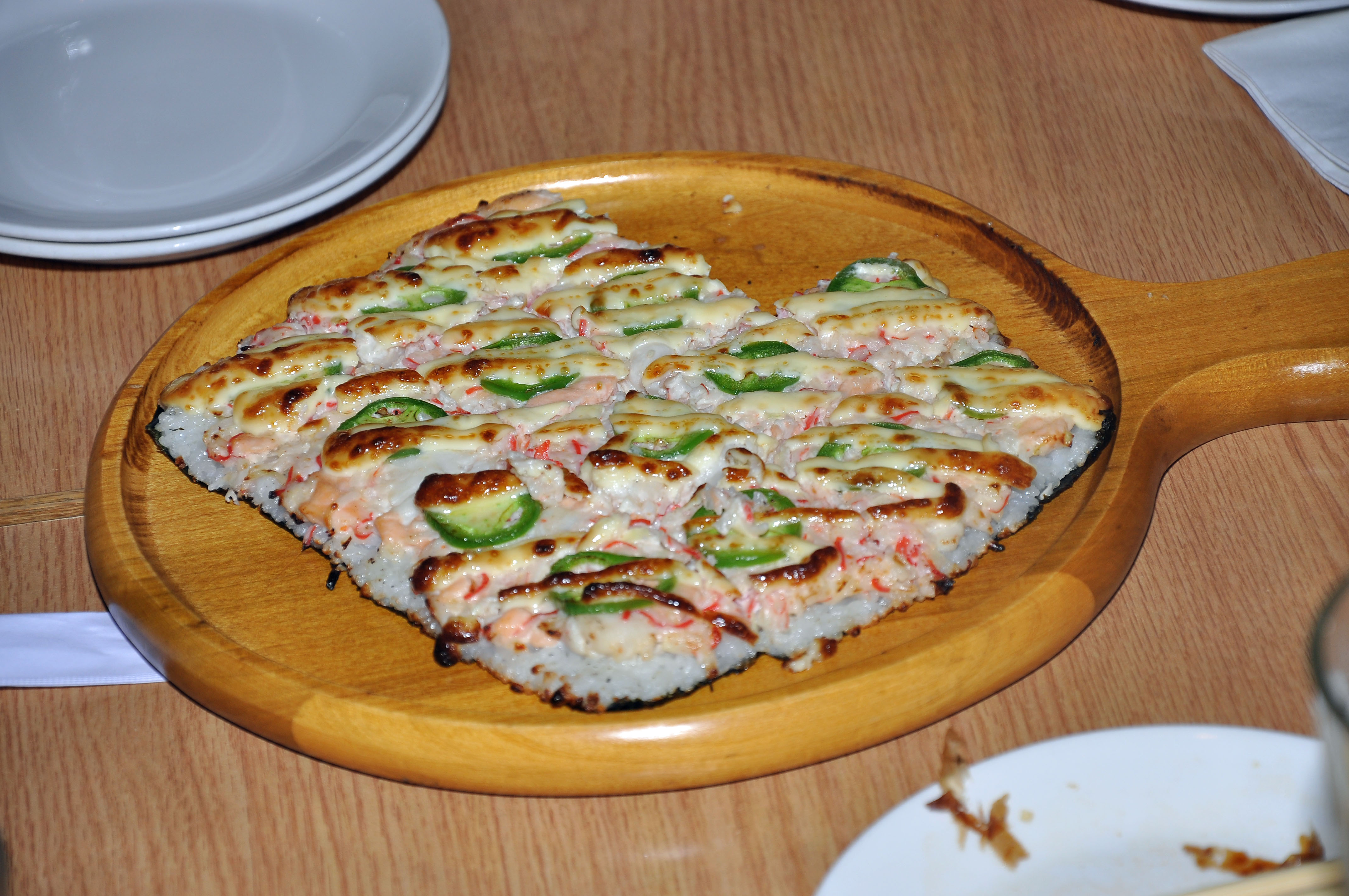
Um tipo diferente de "pizza de sushi" de um restaurante no Havaí